# Campionati europei di ginnastica a squadre 2003
La quarta edizione dei Campionati europei di ginnastica a squadre (European Team Gymnastics Championships) si è svolta in Russia, a Mosca, il 3 e 4 maggio 2003.

## Modalità
La competizione si è svolta dividendo in una prima fase le 8 nazionali partecipanti in 4 scontri diretti. Le vincitrici hanno gareggiato in due semifinali e due finali per l'assegnazione delle medaglie.

## Partecipanti
Gruppo A
- Ucraina
- Austria

Gruppo B
- Gran Bretagna
- Ungheria

Gruppo C
- Russia
- Bulgaria

Gruppo D
- Bielorussia
- Italia

## Podio
| Edizione | Oro                                                                                               | Punti   | Argento                                                                                         | Punti   | Bronzo | Punti  |
| -------- | ------------------------------------------------------------------------------------------------- | ------- | ----------------------------------------------------------------------------------------------- | ------- | --- | ------ |
| Squadre  | RussiaAlexei Nemov Alexei Bondarenko Anna Pavlova Svetlana Khorkina Alina Kabaeva Irina Tchachina | 140.574 | UcrainaOleksandr Bereš Roman Zozulja Alona Kvasha Irina Yarotska Anna Bessonova Natalia Godunko | 138.324 | BielorussiaDzmitry Kaspiarovich Denis Savenkov Tatiana Zharganova Yulia Tarasenka Inna Zhukova Liubov Charkashyna | 71.399 |